# Серая лига
Серая лига (нем. Grauer Bund, итал. Lega Grigia, романш. Ligia Grischa или Lia Grischaо файле), иногда называемая Oberbund (Верхняя лига) — ассоциированное государство в составе Швейцарского союза, существовавшее с 1395 по 1799 год. После 1471 года вместе с Лигой Дома Божьего и Лигой десяти сообществ объединились в государственное образование получило Три Лиги. Располагалось в долинах Переднего Рейна и округа Хинтеррайн в Ретии.

## Основание
В конце XII века общины в долинах Ретии были в основном небольшими и независимыми. Было очень мало крупных землевладельцев и не было центральной власти (регион входил в состав Священной римской империи). Годами велось противостояние между правителями Бельмонта, графом Верденберга, городом Рецюнс, епископством Кур и более мелкими феодалами. Все эти распри наносили серьёзный вред торговле в регионе, и для нормализации ситуации дворяне решили сформировать лигу или альянс.
Серая Лига была основана союзом 21 общины из долин Фордеррайн и Хинтеррайн в Альпах. 14 февраля 1395 года три главных дворянина (аббат Дисентиса Йоханнес фон Иланц, барон Ульрих II фон Рецюнс и барон Альберт фон Сакс-Мисокс) из Фордеррайна вместе с делегатами от придворных муниципалитетов в Иланце создали «вечный союз». Поскольку альянс преимущественно располагался в высокогорной местности, он был также известен как Part Sura (нем. Ober Bund или Высокий союз). Пять дней спустя граф Иоганн фон Верденберг-Зарганс присоединился к Лиге во Флимзервальде.
Лига была больше, чем просто военным союзом. Это включало усиление безопасности на дорогах и требовало свободной торговли внутри Лиги. Законы были стандартизированы, и даже простым людям была предоставлена защита и право на судебное разбирательство. Были введены суровые наказания за убийство, непредумышленное убийство, грабеж и кражу. Был составлен каталог преступлений, наказаний и прав, известный как Landfrieden или Мирная земля. Landfrieden унифицировал законы и применявшиеся наказания к их нарушителям, после чего возникавшие конфликты решались в судах, а не через физическую силу. Landfrieden был первым шагом от произвольных наказаний, наложенных потерпевшей стороной, к современной пенитенциарной системе.

## Расширение
4 апреля 1399 г. к Лиге присоединились правитель замка Гохентринс (который был приведен к присяге графу Верденберг-Хайлигенбург) и жители Трина, Таминса и платного моста в Райхенау, тем самым в лигу вошла вся долина Фордеррайн. 25 мая 1400 года Лига сформировала ещё один союз с Гларусом, который открыл южные проходы для местных торговцев скотом и других купцов.
16 марта 1424 года Лига собралась под легендарным кленом в Труне, чтобы подтвердить и расширить Лигу. С этого времени использовалось исключительно название Серая Лига (серый цвет относится к серой домотканой шерстяной одежде, которая была в изобилии в этом регионе). Трун был отведен под резиденцию суда Лиги, который должен был стать высшим гражданским апелляционным судом. Первоначально было назначено двенадцать судей, а затем их число было увеличено до пятнадцати.
В 1424 году к лиге присоединились общины долины Хинтеррайн, Хайнценберг-Тузис, Шамс и Рейнвальд. С этого момента союз контролировала стратегические проходы Шплюген и Сан-Бернардино в дополнение к перевалу Лукманир в долине Фордеррайн. 23 апреля 1480 года к Лиге присоединилась верхняя часть долины Мезолцина (нем. Misox), в 1496 году в её состав вошла и остальная часть. В 1406 и 1525 годах к Серой лиге присоединились отдельные участники Лиги Дома Божьего, в 1440 году в её состав вошёл лидер данного объединения — город Кур. В 1471 году к Лиге присоединилась Лига десяти сообществ. Альянс этих трёх объединений стал известен как Три Лиги.

## Три лиги

Герб кантона Граубюнден

После 1471 года три отдельные лиги объединились, новая федеративное государственное образование получило название Три лиги. 23 апреля 1524 года была создана конституция (Bundesbrief). Территория управлялась и защищалась коллективно, в то время как значимые вопросы решались через референдум. Такой порядок вещей был уникальным явлением в тогдашней Европе.
Три лиги являлись союзниками Швейцарского союза, что было в том числе вызвано экспанскией австрийских герцогов из дома Габсбургов. Война Муссо против Миланского герцогства в 1520 году сблизило лигу с Швейцарским союзом, ассоциированным членом которого она оставалась вплоть до французских революционных войн. В 1798 году лига вошла в состав Гельветической республики, а после акта посредничества французского первого консула Наполеона Бонапарта 1803 года стала кантоном Граубюнден, чей герб и флаг заимствует символику всех трёх союзов.